# Sagan om ringen: Striden vid Rohan
Sagan om ringen: Striden vid Rohan (engelska: The Lord of the Rings: The War of the Rohirrim) är en animerad fantasyfilm, med premiär 2024, och baserad på romanen Sagan om ringen av J.R.R. Tolkien. Filmen är regisserad av Kenji Kamiyama, med manus skrivet av Jeffrey Addiss, Phoebe Gittins och Will Matthews. Den är producerad av New Line Cinema och Warner Bros. Animation, med hjälp från Sola Entertainment.
Filmen var från början tänkt att ha premiär den 12 april 2024 men blev uppskjuten åtta månader på grund av Hollywoodstrejkerna för amerikanska manusförfattare och skådespelare. Den hade istället biopremiär i Sverige den 13 december 2024, utgiven av Warner Bros. Pictures.

## Handling
Filmen utspelar sig 183 år före händelserna i Sagan om de två tornen (2002). Sagan om ringen: Slaget om Rohan berättar historien om Helm Hammarhand, den nionde kungen av Rohan som måste försvara sig mot en armé av dunlänningar. Det är den här striden som gav fästningen Helms klyfta dess namn.

## Rollista (i urval)

### Engelska originalröster
- Brian Cox – Helm Hammarhand
- Miranda Otto – Éowyn
- Gaia Wise – Hera
- Luke Pasqualino – Wulf
- Laurence Ubong Williams – Fréaláf Hildeson
- Shaun Dooley – Freca[4]